# اندری زوبوروفسکی
اندری زوبوروفسکی (اوکراینی: Андрій Олегович Зборовский؛ زادهٔ ۲۵ فوریهٔ ۱۹۸۶) بازیکن فوتبال اهل اوکراین است.
از باشگاه‌هایی که در آن بازی کرده‌است می‌توان به باشگاه فوتبال تاوریا سیمفروپول اشاره کرد.